# Заповідне
Заповідне (до 18 лютого 2016 — Комсомольське) — селище в Україні, у Маловисківській міській громаді Новоукраїнського району Кіровоградської області. Населення становить 189 особи.

## Населення
Згідно з переписом УРСР 1989 року чисельність наявного населення селища становила 304 особи, з яких 133 чоловіки та 171 жінка.
За переписом населення України 2001 року в селищі мешкали 254 особи.

### Мова
Розподіл населення за рідною мовою за даними перепису 2001 року:
| Мова       | Відсоток |
| ---------- | -------- |
| українська | 92,13 %  |
| російська  | 4,33 %   |
| білоруська | 2,36 %   |
| молдовська | 1,18 %   |